# Szybowników
Szybowników – osiedle mieszkaniowe w Bydgoszczy leżące w środkowej części dzielnicy Fordon. Stanowi część osiedla samorządowego Nowy Fordon.

## Położenie
Osiedle Szybowników zajmuje obszar ok. 63 ha (0,63 km²). Sąsiaduje z osiedlami: Bohaterów (od zachodu), Tatrzańskim (od wschodu) oraz Sielskim i Bajką (od południa).
Granice osiedla wyznaczają:
- od zachodu – ul. Monte Cassino (część wschodnia) i linia będąca jej przedłużeniem w kierunku południowym (łącznie ok. 650 m),
- od południa – ul. Andersa (ok. 950 m),
- od wschodu – ul. Barciszewskiego a) oraz linia będąca jej przedłużeniem w kierunku północnym i część ul. Lawinowej (łącznie ok. 800 m),
- od północy – ul. Rataja oraz Góra Szybowników (łącznie ok. 800 m).

a) Istnieje tylko na mapach (stan na 01.05.2017 r.)

## Ulice
Patronami większości ulic na terenie osiedla są politycy z okresu II Rzeczypospolitej, politycy i działacze komunistyczni, harcerze i działacze ruchu skautowego, as lotnictwa (płk pil. Stanisław Skarżyński) oraz prezydent Bydgoszczy (Józef Twardzicki).
Alfabetyczna lista ulic:
- Władysława Andersa,
- Leona Barciszewskiegoa),
- Ignacego Daszyńskiego,
- Stanisława Dubois,
- Tomasza Golloba (dawniej Teodora Duracza),
- Eugeniusza Kwiatkowskiego,
- Oskara Lange,
- Monte Cassino,
- Pelplińska,
- Jeremiego Przybory,
- Przyjaciół
- Macieja Rataja,
- Wojciecha Rzeźniackiego,
- Stanisława Skarżyńskiego,
- Józefa Twardzickiego,
- Jana Wierzejewskiego,
- Wincentego Witosa,
- Edwarda Zürna.

a) Istnieje tylko na mapach (stan na 1.05.2017 r.)

## Nazwa
Nazwa osiedla pochodzi od Szkoły Szybowcowej w Fordonie, która istniała na Czarnej Górze (obecnie Górze Szybowników) w latach 1933–1963.

## Charakterystyka
Większość zabudowy osiedla stanowi 49 bloków wielorodzinnych z wielkiej płyty wybudowanych w latach 1985–1988 i administrowanych do dziś przez Fordońską Spółdzielnię Mieszkaniową (FSM). Są to, z wyjątkiem 12-kondygnacyjnego wieżowca przy ul. Tomasza Golloba 16, 5-kondygnacyjne budynki wykonane w systemie szczecińskim. Mieści się w nich łącznie 2100 mieszkań. W 2016 roku FSM rozpoczął budowę mini osiedla przy ul. Dubois 2, składającego się z 4 kameralnych bloków.
W północnej części osiedla, wzdłuż ulic Monte Cassino, Langego i Daszyńskiego, na początku lat 90. XX wieku wybudowano 66 domów jednorodzinnych w zabudowie szeregowej. Część z nich, zwłaszcza te znajdujące się najbliżej ul. Twardzickiego, została zaadaptowana na cele handlowo-usługowe.
W parterowych i jednopiętrowych pawilonach znajdujących się przy głównych ulicach osiedla – Twardzickiego i Skarżyńskiego oraz przy ul. Rzeźniackiego ulokowano liczne lokale gastronomiczne i usługowo-handlowe. W rejonie ul. Skarżyńskiego znajduje się największe nagromadzenie marketów (Galeria Fordon, Kaufland, Biedronka, Media Expert, Carrefour, Lidl) i oddziałów banków w Fordonie (BGŻ BNP Paribas, Credit Agricole, Pekao SA, BZ WBK, Alior Bank, dwa oddziały PKO BP, ING Bank Śląski, Bank Millennium). Dodatkowo przy skrzyżowaniu Pelplińskiej, Skarżyńskiego i Rataja działa Targowisko Białe, a po sąsiedzku (już na os. Tatrzańskim) Targowisko Tatrzańskie. Przy ul. Skarżyńskiego znajduje się także kościół parafialny pw. św. Mateusza.
W centrum osiedla, w rejonie ul. Golloba, Rzeźniackiego i Powalisza, mieszczą się placówki edukacyjne – Przedszkole nr 43 „U Krecika Szybownika” i Szkoła Podstawowa nr 65 im. Czesława Tańskiego. Przy szkole wybudowano boisko ze sztuczną nawierzchnią do gry w piłkę nożną „Orlik”, boisko wielofunkcyjne z kortem tenisowym, lodowisko oraz basen „Ikar”. W pobliżu lodowiska i basenu dla najmłodszych mieszkańców osiedla urządzono duży plac zabaw. Kolejny plac zabaw i siłownia plenerowa jest usytuowany przy ul. Rataja u podnóża Góry Szybowników. Został on wybudowany w 2017 roku ze środków pochodzących z Bydgoskiego Budżetu Obywatelskiego.
Ulubionym miejscem rekreacji mieszkańców osiedla są tereny Zbocza Fordońskiego z Górą Szybowników. Góra, od której pochodzi nazwa osiedla jest nie tylko doskonałym punktem widokowym na cały Fordon i znajdujące się naprzeciwko, po drugiej stronie Wisły, Ostromecko, ale także jego symbolem. Funkcjonującą w tym miejscu szkołę szybowcową upamiętnia pochodzący jeszcze z okresu międzywojennego znak trzech mew w okręgu wymalowany na zboczach wzgórza i zlokalizowany u jego podnóża pomnik Ikara. Został on odsłonięty w 2002 roku. Jedynym terenem zielonym na osiedlu, poza obszarem Góry Szybowników, jest mały (ok. 3,7 ha powierzchni) lasek świerkowy położony pomiędzy ul. Skarżyńskiego i ul. Andersa, w jego południowo-wschodniej części.
Głównymi ulicami na osiedlu są ul. Skarżyńskiego, ul. Twardzickiego i stanowiąca jej przedłużenie ul. Pelplińska, której krótki fragment znajduje się na osiedlu Szybowników. Ulicami tymi odbywają się regularne kursy autobusów komunikacji miejskiej. Natomiast tramwaje kursują po linii tramwajowej biegnącej wzdłuż ul. Andersa, stanowiącej południową granicę osiedla.

## Rys historyczny
Najstarsze ślady osadnictwa na terenie osiedla w postaci zespołu ok. 50 wiórów i odłupków poprodukcyjnych oraz kilku narzędzi (m.in. drapacza i 4 skrobaczy) i grotów strzał pochodzą z okresu mezolitu. Zostały one odkryte w 1938 roku przez J. Szuberta w rejonie Góry Szybowników. Ich autorstwo przypisuje się ludności z kultury chojnicko-pieńkowskiej zamieszkującej Pomorze Wschodnie w VI i V-tysiącleciu p.n.e. Na tym samym stanowisku odnaleziono także ślady późniejszego (2000 – 1800 lat p.n.e.) osadnictwa związanego z neolityczną kulturą ceramiki sznurowej.
W późniejszych tysiącleciach, aż do czasu wybudowania budynków wielkopłytowych teren obecnego osiedla Szybowników pozostawał praktycznie niezamieszkany. Ważnym epizodem w historii tego terenu było jednak ulokowanie na zboczach Czarnej Góry szkoły szybowcowej. Została ona założona z inicjatywy bydgoskiego koła Ligi Obrony Powietrznej i Przeciwgazowej (LOPP) w 1933 roku. Funkcjonowała, z przerwą na czas II wojny światowej, aż do 1963 roku.
Powstanie obecnego osiedla wiąże się bezpośrednio z przyłączeniem Fordonu do Bydgoszczy 1 stycznia 1973 roku. Zostało ono wybudowane przez Fordońską Spółdzielnię Mieszkaniową w latach 1985–1988. Równocześnie z rozpoczęciem budowy bloków mieszkalnych została erygowana parafia pw. św. Mateusza. Dokonał tego 21 września 1985 roku bp chełmiński Marian Przykucki. Początkowo nabożeństwa odbywały się w tymczasowej, drewnianej kaplicy (tzw. betlejemce) postawionej w miejscu obecnej świątyni w niespełna dwa miesiące, pomiędzy wrześniem a listopadem 1985 roku. Pierwszym proboszczem parafii został ks. Edmund Sikorski.
Przełom lat 80. i 90. XX wieku to okres uzupełniania osiedla o brakującą infrastrukturę. W 1989 roku oddano do użytku pierwsze pawilony handlowe, w maju 1990 roku murowaną kaplicę, a we wrześniu Szkołę Podstawową nr 65 przy ul. Golloba. Na początku lat 90. wybudowano również domy jednorodzinne przy ul. Monte Cassino, Langego i Daszyńskiego, uruchomiono targowisko przy skrzyżowaniu ul. Skarżyńskiego, Twardzickiego i Pelplińskiej oraz Przedszkole nr 43 przy ul. Powalisza (1992). Na koniec 1993 roku osiedle zamieszkiwało ponad 7 tysięcy osób, z czego 6 924 w zasobach FSM. W drugiej połowie lat 90. i na początku nowego tysiąclecia oddano do użytku obiekty handlowe w rejonie ul. Skarżyńskiego, m.in. zmodernizowane targowiska Białe (1997) i Tatrzańskie (1999), MiniMAL (1997, obecnie Kaufland), Jumbo (2000, obecnie Carrefour) i Lidl (2001).
W 2002 roku ukończono trwającą od 1991 roku budowę kościoła. W tym samym roku odbyło się kilka uroczystości upamiętniających istnienie Fordońskiej Szkoły Szybowcowej – odsłonięcie Pomnika Ikara przy ul. Daszyńskiego oraz nadanie szkole podstawowej imienia Czesława Tańskiego, a przedszkolu nazwy „U Krecika Szybownika”. Następne lata przyniosły dalszą poprawę infrastruktury osiedla. W 2005 roku przy szkole podstawowej zbudowano basen, w 2006 lodowisko, a w 2010 boisko Orlik. Przy ul. Skarżyńskiego otwarto kolejne obiekty handlowe. W budynku przy skrzyżowaniu z ul. Pelplińską, który stał niedokończony przez kilkanaście lat (i z tego powodu był nazywany „bunkrem”) w 2008 roku działalność rozpoczęła Galeria Fordon. Natomiast w budynku zbudowanym jeszcze pod koniec lat 90. XX wieku na potrzeby marketu Netto, a w międzyczasie mieszczącym m.in. wypożyczalnię kaset video Beverly Hills, Domar czy sklep z chińskimi produktami, w 2014 roku ulokowano elektromarket Media Expert. Do połowy drugiej dekady nowego tysiąclecia wszystkie bloki mieszkalne na osiedlu przeszły termomodernizację. W tym czasie wybudowano kilka pawilonów handlowych wzdłuż ul. Twardzickiego, a większość starych zmodernizowano. Część z nich została rozbudowana bądź nadbudowana o dodatkowe piętro. Jednak niewątpliwie największą inwestycją tego okresu było oddanie do użytku na 16 stycznia 2016 roku linii tramwajowej wzdłuż ul. Andersa. Jej otwarcie znacznie poprawiło komunikację pomiędzy Fordonem a centrum Bydgoszczy.

## Infrastruktura i ważniejsze obiekty
- Góra Szybowników
- Pomnik Ikara – u zbocza góry
- Szkoła Podstawowa nr 65 (z basenem Ikar) – przy ul. Golloba
- Lodowisko kryte przy SP 65
- Boiska „Orlik” przy SP 65
- Galeria Fordon

## Komunikacja miejska
Przez osiedle Szybowników przejeżdżają następujące linie komunikacji miejskiej:
Tramwajowe dzienne:
| Linia | Kierunek trasy ↔             |
| ----- | ---------------------------- |
| 3     | Wilczak – Łoskoń             |
| 5     | Rycerska – Łoskoń            |
| 7     | Kapuściska– Łoskoń           |
| 10    | Las Gdański – Niepodległości |
| 11    | Bielawy - Niepodległości     |

Autobusowe dzienne:
| Linia | Kierunek trasy ↔ |
| ----- | --- |
| 69    | Błonie – Tatrzańskie (wszystkie kursy przez Centrum Onkologii)                                                        |
| 74    | Tatrzańskie – Wyścigowa                                                                                               |
| 81    | Tatrzańskie – IKEA – (wybrane kursy – Tor Regatowy,Przemysłowa,(w oznaczonych kursach skrócona do Centrum Onkologii)) |
| 82    | Tatrzańskie – Zamczysko (w wakacyjne weekendy do Lasu Gdańskiego P+R)                                                 |
| 83    | Tatrzańskie – Czyżkówko                                                                                               |
| 89    | Błonie – Tatrzańskie (przez Kaliskiego/UTP)                                                                           |

Autobusowe nocne:
| Linia | Kierunek trasy ↔                                                   |
| ----- | ------------------------------------------------------------------ |
| 31N   | Łoskoń – Dworzec Leśne                                             |
| 32N   | Dworzec Błonie – Tatrzańskie – (wybrane kursy do Łoskoń/Zajezdnia) |